# Schwarzrandiger Vierfleckbock
Der Schwarzrandige Vierfleckbock (Pachyta lamed) ist ein Käfer aus der Familie der Bockkäfer (Cerambycidae). Es handelt sich um eine von acht Arten seiner Gattung, von denen neben dieser nur noch der Gelbe Vierfleckbock (Pachyta quadrimaculata) in Europa vorkommt.

## Merkmale

### Merkmale der Imagines
Der Schwarzrandige Vierfleckbock erreicht eine Körperlänge von 10 bis 20 Millimetern, wobei die Weibchen mit 14 bis 20 Millimetern etwas größer sind als die Männchen mit 11 bis 15 Millimetern. Der Körper ist gattungstypisch robust gebaut und entspricht dem des Breitschulterbocks (Akimerus schaefferi), hat jedoch weniger breite Vorderenden der Flügeldecken („Schultern“) und verschmälert sich danach nicht so stark. Die Flügeldecken sind einfarbig rötlichbraun bis gelblichbraun; bei den Männchen können sie auch vollständig schwarz sein, und bei den Weibchen sind auf jeder Seite zwei unregelmäßige und undeutlich begrenzte und teilweise verbundene dunkle Flecken vorhanden. Der vordere Fleck (Makel) steht von der Schulterbeule schräg zur Mitte, der andere bildet einen schwarzen Längsflecken vor dem Hinterende. Die hinteren Schenkel sind schwach gebogen.

### Merkmale der Larven
Die Larven der Vierfleckböcke erreichen eine Länge von maximal 30 Millimetern. Die Antennen sind dreigliedrig, beiderseits der Kopfkapsel befinden sich je 6 kleine Stemmata. Die Mandibeln besitzen zwei Innenkiele. Das Pronotum trägt keine kleinen Dörnchen. Auf den Abdominalsegmenten einschließlich des siebten befinden sich mit Dörnchen besetzte Dorsalampullen mit deutlichen vorderen Querlinien, die eine breite und mit kleinen Dörnchen besetzte Fläche einschließen. Am neunten Abdominalsegment befindet sich ein Mitteldorn, der aus einer dreieckigen Platte entspringt.

## Verbreitung
Der Schwarzrandige Vierfleckbock ist eine holarktische Art und kommt in Mittel- und Osteuropa sowie in weitern Teilen Asiens vor, nicht jedoch im westlichen und mediterranen Europa. In Asien ist er im Norden über Russland und angrenzende Regionen bis in die Mongolei, China, Korea und auch auf den japanischen Inseln anzutreffen. In Nordamerika gibt es zudem die Unterart Pachyta lamed liturata. In Europa gibt es zwei durch eine deutliche Auslöschungszone voneinander getrennte Verbreitungszonen: eine in Nordeuropa, die die skandinavischen Länder umfasst, und eine im südlichen Europa. In Mitteleuropa gibt es keine Nachweise in Belgien, den Niederlanden, Luxemburg und Liechtenstein. In Deutschland ist die Art aus Baden-Württemberg, Bayern, Sachsen-Anhalt (vor 1950), Sachsen und Thüringen dokumentiert. In Österreich ist sie aus mehreren Bundesländern bekannt, in der Schweiz ist sie ebenfalls verbreitet.

## Lebensweise
Der Schwarzrandige Vierfleckbock lebt als boreomontane Art vor allem Bergwäldern in Höhen über 1000 Metern, meist im subalpinen Bereich zwischen 1200 und 1500 Metern Höhe. Er ist eine Waldart mit einer deutlichen Präferenz für Fichtenwälder und -forste und kommt dort auch in Kahlschlägen vor. Die Imagines sind von Juni bis August anzutreffen. Sie sind tagaktiv und auf Baumstümpfen, Fichtenstämmen, blühenden Sträuchern und in der Grünvegetation zu finden.
Der Schwarzrandige Vierfleckbock ist monophag und entwickelt sich in Fichten (Picea) sowie seltener in Kiefern (Pinus). Die Entwicklung der Larven dauert drei Jahre und erfolgt in abgestorbenen, stehenden und noch jungen Fichten mit einem Stammdurchmesser von etwa 20 bis 25 Zentimetern. Die Larven leben in den unteren Stamm- und Wurzelbereichen, die leicht von Humus bedeckt sind, sowie in Oberflächen- und Stelzenwurzeln. Die Eier werden in Rindenrisse meist einzeln stehender Bäume abgelegt, und die Larven fressen sich in den Bereich zwischen der Rinde und dem Holz, wobei sie beträchtliche Rindenbereiche abnagen können. Zur Verpuppung wandern sie in die Erde und benachbarte Humusschichten.

## Systematik
Der Schwarzrandige Vierfleckbock ist eine eigenständige Art der Bockkäfer (Cerambycidae) und wird dort in die Gattung der Vierfleckböcke (Pachytes DeJean, 1821) innerhalb der Schmalböcke (Lepturinae) eingeordnet. Die wissenschaftliche Erstbeschreibung stammt von Carl von Linné, der ihn 1758 beschrieb. Neben dieser Art enthält die Gattung den ebenfalls in Europa anzutreffenden Gelben Vierfleckbock (Pachyta quadrimaculata (Linnaeus, 1758)) sowie sechs weitere Arten.
Die Bezeichnung für die Gattung leitet sich vom griechigen „pachytes“ für „Dicke“ ab und bezieht sich auf den robusten Körperbau. Lamed ist der Name des hebräischen Buchstabens ל und wurde aufgrund des dunklen Flecks auf den Elytren bei einigen Individuen gewählt, die an diesen Buchstaben erinnert.

## Belege
1. 1 2 3 4 5 6 7 8 9 10 11 12 13 14  „Art: Pachyta lamed (Linnaeus, 1758) – Schwarzrandiger Vierfleckbock.“ In: Bernhard Klausnitzer, Ulrich Klausnitzer, Ekkehard Wachmann, Zdeněk Hromádko: Die Bockkäfer Mitteleuropas. Die Neue Brehm-Bücherei 499, Band 2, 4. Auflage. VerlagsKG Wolf, Magdeburg 2018, ISBN 978-3-89432-864-1; S. 366–368.
2. 1 2 3  „11. Gattung: Pachyta Stephens.“ In: Edmund Reitter: Fauna Germanica. Die Käfer des deutschen Reiches. K.G. Lutz, Stuttgart 1912; S. 9. (Digitalisat)
3. 1 2  Bernhard Klausnitzer, Ulrich Klausnitzer, Ekkehard Wachmann, Zdeněk Hromádko: Die Bockkäfer Mitteleuropas. Die Neue Brehm-Bücherei 499, Band 1, 4. Auflage. VerlagsKG Wolf, Magdeburg 2018, ISBN 978-3-89432-864-1; S. 105–107
4. ↑  Pachyta lamed. Fauna Europaea, abgerufen am 20. Juni 2020.